# アンソニー世界を駆ける
『アンソニー世界を駆ける』（アンソニーせかいをかける、Anthony Bourdain: Parts Unknown）は、アメリカ合衆国のCNNで放送されているテレビ番組。2013年4月から放送を開始した。エミー賞を4回受賞、また、脚本賞、音響賞、編集賞、撮影賞に11回ノミネートされている。また2013年にはアメリカのテレビ・ラジオ・ウェブサイトの優れた放送作品に贈られるピーボディ賞（George Foster Peabody Awards）を受賞した。
自ら料理人であり、ノンフィクション「キッチン・コンフィデンシャル」の著者でもあるアンソニー・ボーディンが世界の津々浦々を旅し、あまり知られていない地域の景観、風俗、食材、料理などを紹介する。
アメリカ国外では番組販売されており、日本ではアニマルプラネットで放送。

## 訪問した国・地域・都市

### シーズン4
- 上海
- ブロンクス
- パラグアイ
- ベトナム
- タンザニア ザンジバル
- イラン
- マサチューセッツ州
- ジャマイカ

## その他
- 日本国内向けの放送は日本語字幕放送である。
- 2016年5月23日、ベトナムのハノイにおいてオバマ大統領と昼食を共にする写真がソーシャルメディアに投稿された。この件を報じたメディアによれば、その模様はシーズン8で放送予定である。

## 関連書籍
- 世界を食いつくせ! キッチン・コンフィデンシャル・ワールド・エディション（訳：野中邦子、新潮社、2003）ISBN: 978-4105411022
- クックズ・ツアー（訳：野中邦子、土曜社、2015）ISBN: 978-4907511081